# Alastair MacKellar
Alastair MacKellar (* 20. Januar 2002 in Nambour) ist ein australischer Radrennfahrer, der vorwiegend im Straßenradsport aktiv ist.

## Sportlicher Werdegang
Nach verschiedenen Podiumsplatzierungen bei den nationalen und Ozeanienmeisterschaften der Junioren wurde MacKellar 2021 Mitglied in der Israel Cycling Academy. Noch im ersten Jahr erzielte er mit dem Gewinn der zweiten Etappe des GP Internacional de Torres Vedras seinen ersten Sieg, zudem kam er bei der Portugal-Rundfahrt auf einen zweiten Etappenrang. 2023 sicherte er sich in der U23 den nationalen Titel sowohl im Einzelzeitfahren als auch im Straßenrennen. International konnte er nicht an die Ergebnisse aus der Saison 2021 anknüpfen.
Zur Saison 2024 verließ MacKellar das Team und wurde Mitglied bei Hagens Berman Jayco, dem Development Team des UCI WorldTeam Jayco AlUla. Mit neuem Team fand er zu alter Stärke zurück und machte durch den Etappenerfolg bei der Alpes Isère Tour sowie den zweiten Platz zum Auftakt des Giro della Valle d’Aosta auf sich aufmerksam. In der zweiten Saisonhälfte 2024 wurde MacKellar als Stagiaire beim verbundenen UCI WorldTeam Jayco AlUla eingesetzt, für das er mehrere Rennen in Italien und Japan bestritt.
Zur Saison 2025 wechselte MacKellar nicht in das WorldTeam von Jayco AlUla, sondern unterschrieb einen Vertrag beim Team EF Education-EasyPost.

## Erfolge
2019
- Ozeanienmeisterschaften (Junioren) – Einerverfolgung und Omnium

2021
- eine Etappe Grande Prémio Internacional de Torres Vedras

2023
- Australischer U23-Meister – Straßenrennen und Einzelzeitfahren

2024
- eine Etappe Alpes Isère Tour